# 马拉巴 (热尔省)
马拉巴（法語：Malabat）是法国热尔省的一个市镇，属于米朗德区（Mirande）米埃朗县（Miélan）。该市镇总面积5.4平方公里，2009年时的人口为97人。

## 人口
马拉巴人口变化图示